# Аеродром Салерно
Аеродром „Коста д’Амалфи” Салерно (итал. Aeroporto di Firenze-Peretola) је ваздушна лука италијанског града Салерна. Смештен је 15 km југоисточно од града, у приградском насељу Понтекањано Фајано. 
2024. године промет путника на аеродрому је био 179 хиљада